# Tifoseria dell'Associazione Calcio Robur Siena 1904
In questa voce sono riportate informazioni relative alla storia ed evoluzione della tifoseria dell'Associazione Calcio Robur Siena 1904, società calcistica italiana con sede a Siena.

## Contesto
Per le partite casalinghe la tifoseria organizzata si riunisce nella Curva Lorenzo Guasparri dello Stadio Artemio Franchi.

## Orientamento politico
Dal punto di vista politico, i gruppi di tifo organizzato del Siena non hanno un preciso orientamento. Negli anni si sono succeduti sia gruppi con tendenze a destra che gruppi con tendenze a sinistra, soprattutto dettate dalle idee dei singoli componenti, ma la politica è un elemento da sempre secondario rispetto al supporto verso la propria squadra. 

## Tifoseria organizzata
Il tifo organizzato a Siena ha i suoi inizi nel 1970, nella gradinata dello stadio Artemio Franchi, con la nascita del Siena Club Fedelissimi. le prime sigle ultras iniziano a comparire intorno al 1977 con lo striscione Brigate Bianconere. Nascono successivamente il Siena Club San Prospero e i Fighters Black & White, intorno al 1979. nel gennaio del 1982 dalla fusione tra questi gruppi preesistenti, nascono gli Ultras Fighters, che utilizzano la data del 1979, richiamandosi così al primo nucleo dei Fighters e mantengono il monopolio della gradinata negli anni ’80, conoscendo l’apice nel 1985/86. Famoso il loro secondo striscione con il teschio con basco, trafitto da una spada e i caratteri ad ossa (poi ripresi con lo striscione della rifondazione a inizio anni '90). Altri gruppi degni di nota negli anni '80 furono la Falange D' assalto, con una connotazione destrorsa, ma che ebbe però vita breve e l' Armata Ghibellina. nel 1986 viene intanto costruita la nuova curva la quale assume inizialmente la denominazione di Curva Jolly essendo essa sottostante un famoso hotel cittadino che porta appunto questo nome. gli ultras si trasferiscono inizialmente in massa in questo nuovo settore. dopo pesanti scontri con gli ospiti e la polizia nella partita casalinga contro la Salernitana, che portano a provvedimenti duri che di fatto tagliano le gambe al gruppo, inizia così il declino, con l’uscita di scena progressivo degli UFS '79. Da lì in poi la disorganizzazione regna sovrana. Nel 1991, sfruttando un'improvvisa ma illusoria impennata della squadra, si cerca di dare uno scossone fondando la Gioventù Ghibellina, con gli UFS che diventano un gruppo minore composto da ex-veterani. I pessimi risultati della squadra e gli attriti con la dirigenza allontanano il pubblico dallo stadio e con esso la Gioventù e tutta la marea di altri gruppettini minori. Per due anni non esiste forma di tifo, ma solo una continua protesta, finché nel 1993 i più giovani prendono in mano le redini del gruppo, con l’approvazione della vecchia guardia, che ormai aveva mollato in blocco, e gli Ultras Fighters tornano a essere il gruppo guida della curva. Degna di nota poi nel ’90 la nascita del Gruppo d’Azione, il cui nome testimonia la loro fede politica. Nel 1997, da un distaccamento degli UFS, nasce la Robur Alcool, che segue una linea goliardica, non prettamente ultras, legata comunque alla tradizione della città e della squadra (Robur è l’antico nome del Siena Calcio). Nel 1999 nascono, da una costola giovane degli UFS, le Teste Matte. a seguire il Centro Storico, composto da attivi contradaioli, e i G.A.R.S. 1260, (Gruppo Antica Repubblica Senese), che avranno vita breve. La Serie B, conquistata nel 2000, porta una nuova ondata d’entusiasmo e la nascita di tanti piccoli gruppi. Entusiasmo che cresce ancora di più nel 2003, con l’arrivo della prima storica promozione in Serie A e lo stadio esaurito pressoché tutte le domeniche. Nel 2007, in seguito all’uccisione dell’ Ispettore Filippo Raciti a Catania, durante il derby con il Palermo e alle leggi pesantemente repressive che vietano pressochè ogni forma di tifo che ne derivano, il lungo striscione Ultras Fighters Siena 1979 non verrà più esposto e il gruppo si autosospende. nelle partite delle stagioni seguenti apparirà in curva lo striscione Ghibellini Robur 1904 che pur non essendo un vero e proprio gruppo identifica la tifoseria in quel periodo. nell' estate 2008 nasce Curva Robur, un progetto che punta ad unificare la verie anime del tifo e prende le redini della curva, ma che dopo un ottimo inizio e due stagioni ad alto livello, subirà una grossa crisi quando, con l' introduzione della "tessera del tifoso", finisce per spaccarsi al suo interno. Successivamente nascono gli LSB-Skala 40 (La Siena Bene), che nel 2012, pur essendo il gruppo più numeroso e attivo, lascia il comando della Curva ai Vecchi Ultras, gruppo dinamico, nato per volere di alcuni vecchi esponenti, che porta nuova linfa alla tifoseria. Durante la stagione 2010/11 inoltre, dopo l' introduzione della tanto contestata "tessera del tifoso", la tifoseria subisce inevitabilmente, come successo anche in tante altre piazze italiane, una piccola spaccatura interna e alcuni esponenti con esperienze decennali in curva creano la nuova pezza NOI NON TESSERATI, con la quale, in mezzo a mille difficoltà dettate dalle nuove leggi repressive, cercano di seguire il Siena in casa e, quando è possibile, anche in trasferta.
Dalla stagione di serie B 2013/14, l' ultima prima del primo fallimento della gloriosa A.C. SIENA, il gruppo NOI NON TESSERATI si struttura meglio ed inizia ad esporre la propria pezza costantemente in casa e spesso anche in trasferta, mentre i gruppi preesistenti subiscono un lento declino.
Nella stagione 2014/15 la tifoseria della Robur stabilisce l'allora record di abbonamenti per la Serie D (successivamente superato dal Parma nella stagione 2015/16) e con la rinascita e la partecipazione al campionato nazionale dilettanti, dove non valgono tessera del tifoso ed altre leggi contro gli striscioni e i vari strumenti di tifo, i gruppi organizzati riprendono una nuova linfa riuscendo a tornare presenti in maniera massiccia e costante in casa e fuori.
Nel 2016 un manipolo di giovani crea i Figli Di Siena, gruppo che segna una svolta nel tifo senese e mantiene tuttora le redini della Curva Lorenzo Guasparri (tifoso senese scomparso prematuramente nel 2011 e al quale dal 2016 è intitolata la curva dello stadio Artemio Franchi).

## Gemellaggi e rivalità

### Rivalità
| - Fiorentina - Livorno - Roma | - Empoli - Perugia - Arezzo |

La principale rivalità, sentita soprattutto da una grossa parte dei tifosi del Siena che inneggiano il "ghibellinismo", è quella con la tifoseria della Fiorentina. La partita con la viola è infatti chiamata "derby guelfi-ghibellini", dovuta alle due storiche battaglie tra le città; la Battaglia di Montaperti del 1260 (esaltata de ghibellini senesi) e quella di Colle di Val d'Elsa del 1269 (esaltata dai guelfi fiorentini allora alleati dei colligiani), anche se è doveroso ricordare che Siena e Firenze durante il Medioevo erano entrambe divise internamente tra guelfi e ghibellini. Va ricordato che il primo derby ad essere definito "derby guelfi-ghibellini" fu quello tra Siena e Colligiana, nel campionato 1952-53, quando tra la Robur e la Colligiana c'era una forte rivalità per ovvi motivi storici dovuti proprio alla battaglia di Colle di Val d'Elsa del 1269 quando cadde definitivamente la Siena di parte ghibellina e prese poi il potere la Siena di parte guelfa alla quale, negli anni successivi, gli abitanti di Siena vollero fare la Piazza del Campo, divisa in nove spicchi, in onore del governo guelfo dei Nove che era alleato di Firenze e della Valdelsa guelfa.
Con il Livorno esiste una rivalità sentita fin dagli anni 1950.
Un'altra forte rivalità si ha con la tifoseria della Roma, in quanto per due volte durante gli incontri tra le due formazioni, la partita venne sospesa per lancio di fumogeni da parte dei supporters romanisti, insieme ad alcuni feriti da arma da taglio e in qualche occasione, nella Curva Sud di Roma, sono comparsi striscioni minatori contro i tifosi del Siena. Il 13 settembre 2009 i sostenitori senesi, in un Siena-Roma finito 1 a 2, intonarono cori da stadio offensivi nei confronti sia di Daniele De Rossi che del suo suocero Massimo Pisnoli, ucciso l'anno precedente; a questo episodio non corrisposero comunque atti di violenza. Gli attriti tra la tifoseria e il giocatore nacquero nel novembre del 2004, quando il calciatore romano causò un grave infortunio ad Andrea Ardito, allora giocatore senese.
Con la tifoseria empolese esiste, da sempre, forte antipatia da entrambe le parti. Molti gli episodi di violenza che hanno portato ad arresti e denunce dopo gli scontri tra le due tifoserie. Con il Perugia invece, esiste una forte rivalità per entrambe le parti come testimoniano i numerosi episodi di scontri tra le due tifoserie, in quello che viene definito quasi un derby. Le due tifoserie hanno avuto modo di confrontarsi anche in Serie A nel 2003-2004.
Importanti rivalità regionali esistono con le tifoserie di Arezzo e Grosseto. La prima è una rivalità storica che ha radici nel Medioevo. Siena, nel 1269 fu sconfitta dai guelfi colligiani e fiorentini nella battaglia di Colle di Val d'Elsa. Questa sconfitta la portò ad abbandonare lo schieramento ghibellino, diventando guelfa e scatenando le ire degli aretini ghibellini, che chiamarono "traditori" i senesi. Un anno dopo aver subito una dolorosa e sanguinosa sconfitta dai ghibellini Aretini il 26 giugno 1288 a Pieve al Toppo, l'11 giugno 1289, nella famosa battaglia di Campaldino, Siena guelfa, alleata di Firenze, sconfisse Arezzo ghibellina. Arezzo che si rifece con tutto lo schieramento Ghibellino, guidato da Uguccione della Faggiola il 29 agosto 1315, sconfiggendo i Guelfi fiorentini e Senesi nella battaglia di Montecatini. La seconda si è sviluppata in continuità con la rivalità storica tra la città del Palio e il capoluogo maremmano, già esistente in epoca medievale essendo Grosseto sottomessa a Siena sino alla caduta della Repubblica senese. Altre rivalità degne di nota esistono con le tifoserie di Salernitana, Nocerina, Cosenza, Crotone, Carrarese, Lucchese, Frosinone, Montevarchi, Palermo, Prato, Reggina, Sambenedettese, Reggiana e Modena.